# Christian Polak
Christian Philippe Polak est un homme d'affaires et écrivain français ayant beaucoup publié sur les relations entre la France et le Japon du XIXe siècle . Une critique parue dans Le Monde le nomme le « meilleur spécialiste de cette question » .

## Publications
- (ja) Thierry Beaucé, Christian Polak et Tōru Araki, Île absolue [« ジャポニチュード フランスの知性が見た《日本の深層構造》 »],‎ 1980 (OCLC 68207108)
- Sōichirō Honda, Thierry de Beaucé et Christian Polak, Honda par Honda, Paris, Stock (publishing house), 1979, 291 p. (ISBN 978-2-234-01060-4, OCLC 21285378)
- (ja) Paul Jacoulet, Kiyoko Sawatari, Christian Polak et Yokohama Bijutsukan, Créature d'ukiyo-e, couleurs de rêve arc-en-ciel, Yokohama Bijutsukan, Tankosha Publishing, 2003, 191 p. (ISBN 978-4-473-01992-9, OCLC 54397718, lire en ligne)
- (ja) Shinichi Okada, Akira Tanaka, Christian Polak, Konno Tetsuya et Amibuchi Kenjo, End of the Bakufu and Restoration in Hakodate, Tōkyō, Chuo Kouronsha, 1988 (ISBN 978-4-12-001699-8, LCCN 88193860)
- (en) Christian Polak, « L'abbé Mermet de Cachon et l'aube des relations franco-japonaises », Transactions of the International Conference of Orientalists in Japan, Tōhō Gakkai (Institute of Eastern Culture),‎ 1977
- (en) Christian Polak, « The Washington Conference and the French-Japanese relations », Transactions of the International Conference of Orientalists in Japan, Tōhō Gakkai (Institute of Eastern Culture),‎ 1979
- (fr + ja) Christian Polak, Soie et Lumières: L'Age d'or des échanges franco-japonais (des origines aux années 1950)), Tōkyō, Chambre de Commerce et d'Industrie Française du Japon, Hachette Fujingaho, Hachette Fujin Gahōsha, 2001, 2002 (ISBN 978-4-573-06210-8, OCLC 50875162)
- (fr + ja) Christian Polak, Sabre et Pinceau: Par d'autres Français au Japon. 1872-1960, Chambre de Commerce et d'Industrie Française du Japon, Hachette Fujingaho, 2005
- (en) Christian Polak et al., The French story of Yokohama : French Diplomacy and Yokohama, Industrial Technology center
- (en) Christian Polak et Tomohiko Taniguchi, « Lead Essays », Gaiko Forum, Toshi Shuppan, vol. 180,‎ juillet 2003 (lire en ligne)